# Federico Colbertaldo
Federico Colbertaldo (ur. 17 października 1988 w Montebelluna) – włoski pływak specjalizujący się w stylu dowolnym, brązowy medalista mistrzostw świata, mistrz i wicemistrz Europy (basen 25 m).
Jego największym dotychczasowym sukcesem jest brązowy medal mistrzostw świata na basenie 50 m w Melbourne (2007) na 800 m kraulem oraz złote medale mistrzostw Europy na krótkim basenie - w Rijece w 2008 roku i w Eindhoven w 2010 roku na dystansie 1500 metrów stylem dowolnym.
Uczestnik Igrzysk Olimpijskich z Pekinu (11. miejsce na 400 i 10. miejsce na 1500 m stylem dowolnym).